# Ди Квинцио (Кјети)
Ди Квинцио (итал. Di Quinzio) је насеље у Италији у округу Кјети, региону Абруцо.
Према процени из 2011. у насељу је живело 55 становника. Насеље се налази на надморској висини од 112 м.